# هنري رولاند (ممثل)
هنري رولاند (بالإنجليزية: Henry Rowland)‏ هو ممثل أمريكي، ولد في 24 سبتمبر 1913 في أوماها في الولايات المتحدة، وتوفي في 26 أبريل 1984 في Northridge, Los Angeles ‏ في الولايات المتحدة بسبب نوبة قلبية.

## أعمال

### أفلام
- (1955) شرق عدن[1][2][3]

## وصلات خارجية
- هنري رولاند على موقع IMDb (الإنجليزية)
- هنري رولاند على موقع أول موفي (الإنجليزية)
- هنري رولاند على موقع قاعدة بيانات برودواي على الإنترنت (الإنجليزية)
- هنري رولاند على موقع قاعدة بيانات برودواي على الإنترنت (الإنجليزية)
- هنري رولاند على موقع قاعدة بيانات الفيلم (الإنجليزية)